# Demy
Демі, повне ім'я Димитра Пападеа (грец. Δήμητρα Παπαδέα, 21 серпня 1992, Греція) — грецька співачка. Представниця Греції на Євробаченні 2017 в Києві з піснею «This is Love», де за підсумками голосування посіла 19 місце.

## Біографія

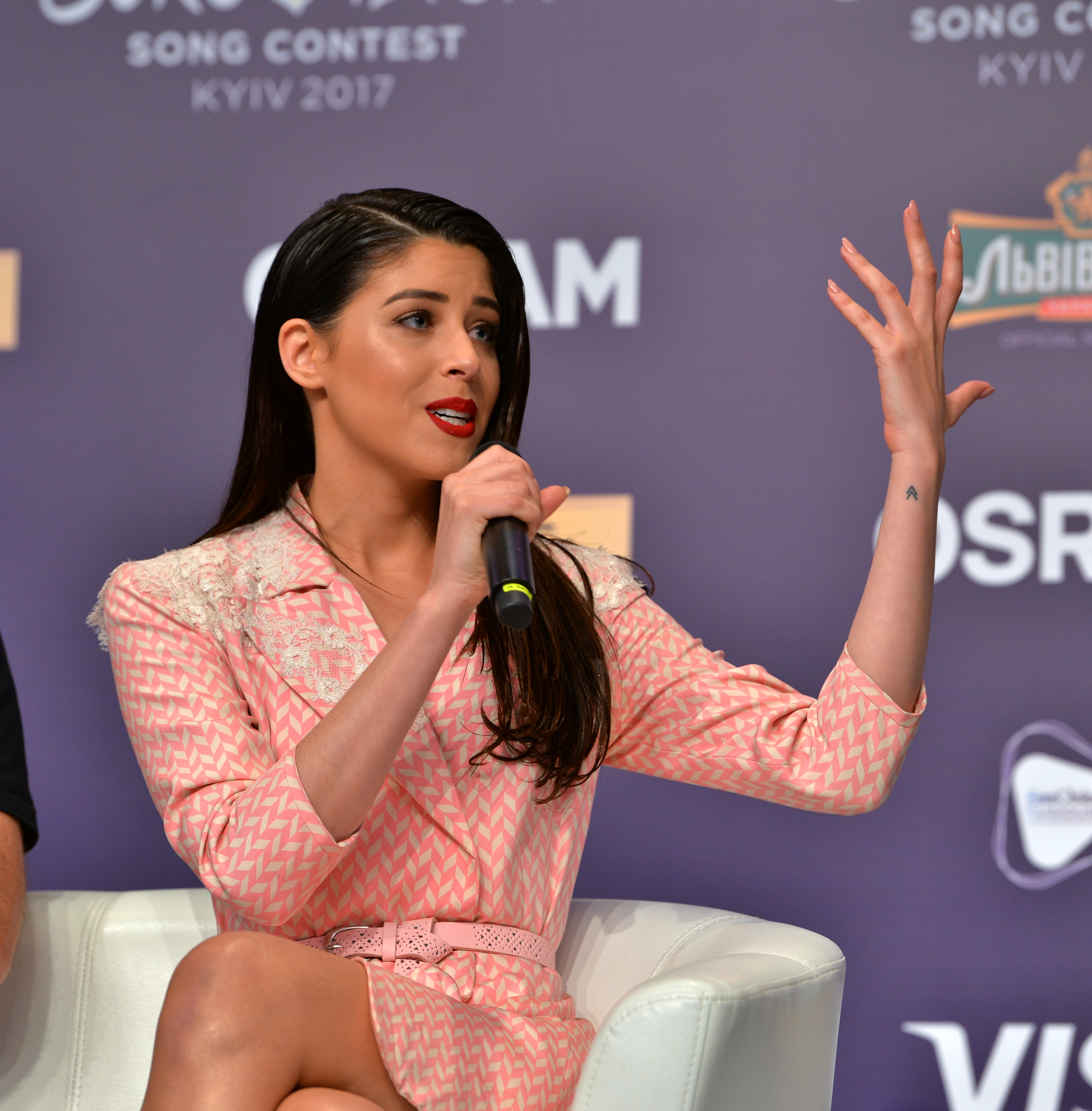
Демі демонструє своє тату на сесії Q&A на Євробаченні 2017 у Києві

Demy народилася в 1992 році. Її дитинство пройшло в Афінах, де вона живе й сьогодні. Її любов до музики виявилася дуже рано. Уже в п'ять років дівчинка почала вчитися грати на фортепіано, досі вона бере уроки вокалу. Demy навчається на юридичному факультеті в Афінах.
2011 року відбувся успішний дебют Demy з піснею «Μια Ζωγραφιά» (Ο Κόσμος Μας), яку вона виконала в дуеті з Міденістіс (MIDENISTIS). Пісня стала мега-хітом. У 2011 році вона записує також пісню "Μόνο Μπροστά. У 2012 році Demy представила нову версію «Μόνο Μπροστά» у співпраці з OGE. Новий сингл Demy «Πόσες Χιλιάδες Καλοκαίρια» (музика Дімітріса Контопулоса і слова Нікоса Мораїтіса) вийшов у червні 2012 року і мав величезний успіх, пісня підкорила весь світ. На кінець липня 2012 року вона займала перше місце 5 тижнів поспіль у Billboard Greek Digital Songs chart. Пісня також мала успіх на грецькому радіо, досягнувши № 1 в офіційному грецькому радіо-чарті.
В березні 2012 року у співпраці з Playmen вийшов сингл «Fallin», який також лідирує в TOP 40 — офіційному хіт-параді радіостанції Європа Плюс. Протягом літнього сезону 2012 року Demy з'являється на сцені в нічному клубі «Thalassa» разом з Сакісом Рувасом. 28 серпня 2012 року Demy взяла участь у п'ятому марафоні Europa Plus Live 2012, який проходив в Москві в Лужниках, з піснею «Fallin», яку співачка виконала разом з дуетом Playmen.
19 грудня 2012 року компанія Panik Records впустила перший студійний альбому Demy під назвою «#1».

## Нагороди
- 2012 — Demy здобула звання Жінка року 2011 (грец. «Γυναίκες της Χρονιάς 2011») в категорії Нові (грец. «Πρωτοεμφανιζομενη») за версією журналу Life & Style[7].

| Рік  | Премія                  | Номінація                           | Робота                                         | Результат |
| ---- | ----------------------- | ----------------------------------- | ---------------------------------------------- | --------- |
| 2012 | MAD Video Music Awards  | Найкращий відеокліп — хіп-хоп/Урбан |                                                | Перемога  |
| 2012 | MAD Video Music Awards  | Найкращий дует/співпраця            |                                                | Перемога  |
| 2012 | MAD Video Music Awards  | Найкращий артист новачок            |                                                | Перемога  |
| 2013 | MTV Europe Music Awards | Найкращий грецький виконавець       |                                                | Перемога  |
| 2013 | MAD Video Music Awards  | Найкращий поп-кліп року             |                                                | Перемога  |
| 2014 | MAD Video Music Awards  | Найкраща пісня року                 | Alex Leon Feat. Demy & Epsilon — „The Sun“     | Перемога  |
| 2014 | MAD Video Music Awards  | Відеокліп року                      | Alex Leon Feat. Demy & Epsilon — „The Sun“     | Перемога  |
| 2015 | MAD Video Music Awards  | Найкраща співачка                   |                                                | Перемога  |
| 2015 | MAD Video Music Awards  | Найкращий дует/співпраця            | Demy Feat. Mike — „Όσο Ο Κόσμος Θα Έχει Εσένα“ | Перемога  |
| 2016 | MAD Video Music Awards  | Найкращий відеокліп — урбан         |                                                | Перемога  |
| 2016 | MAD Video Music Awards  | Найкращий відеокліп MAD на Кіпрі    |                                                | Перемога  |

## Дискографія

### Студійні альбоми
| Назва         | Примітки                                                                                | Найвища позиція в чарті | Сертифікації            |
| Назва         | Примітки                                                                                | GRE                     | Сертифікації            |
| ------------- | --------------------------------------------------------------------------------------- | ----------------------- | ----------------------- |
| #1            | - Вийшов: 19 грудня 2012 - Лейбл: Panik Records - Формати: CD, CD/DVD, Digital Download | 1                       | - IFPI Greece: Platinum |
| Rodino Oneiro | - Вийшо: 22 грудня 2014 - Лейбл: Panik Records - Формати: CD, CD/DVD, Digital Download  | 7                       | - IFPI Greece: Gold     |

### Міні-альбоми
| Назва                     | Примітки                                                                   | Найвища позиція в чарті | Сертифікації            |
| Назва                     | Примітки                                                                   | GRE                     | Сертифікації            |
| ------------------------- | -------------------------------------------------------------------------- | ----------------------- | ----------------------- |
| Mono Mprosta              | - Вийшов: 23 травня 2012 - Лейбл: Panik Records - Формат: Digital Download | 1                       | - IFPI Greece: Gold     |
| Poses Xiliades Kalokairia | - Вийшов: 6 липня 2012 - Лейбл: Panik Records - Формат: Digital Download   | 1                       | - IFPI Greece: Platinum |

### Сингли
- 2011 — «Mia Zografia» (with Midenistis)
- 2011 — «Mono Mprosta» (with OGE)
- 2012 — «Fallin» (with Playmen)
- 2012 — «Poses Xiliades Kalokairia»
- 2012 — «I Zoi (To Pio Omorfo Tragoudi)»
- 2013 — «Ki An Prospatho»
- 2013 — «The Sun» (with Alex Leon & Epsilon)
- 2013 — «Meno»
- 2014 — «Nothing Better» (with Playmen)
- 2014 — «Oso Ο Κosmos Τha Εxei Εsena» (with Mike)
- 2014 — «Rodino Oneiro»
- 2015 — «Where Is The Love» (with Angel Stoxx)
- 2015 — «Proti Moy Fora» (with Melisses)
- 2015 — «Emeis»
- 2015 — «H Alitheia Moiazei Psema»